# Cànoes
Cànoes (['kanus], estàndard ['kanuəs], en francès Canohès) és un poble i comuna de 4.914 habitants de la comarca del Rosselló, a la Catalunya del Nord.

## Etimologia
Joan Coromines relaciona el topònim Cànoes amb Cànoves: no es tracta de derivats de cases noves, ni de cànem, com han proposat diversos lingüistes, sinó d'un derivat del llatí tardà canăba que significa “tenda” o barraca”, “celler” o “taverna”.

## Geografia

Situació de la comuna de Cànoes en el Rosselló

### Localització i característiques generals del terme
El terme comunal de Cànoes, d'una extensió de 85.600 hectàrees, es troba al bell centre de la gran comarca del Rosselló, a ponent de la capital nord-catalana, Perpinyà. El seu terme s'estén a la dreta de la Tet, però no a la mateixa riba, a la zona regada pel Rec de la Vila, o de Perpinyà, que travessa el terme longitudinalment, de ponent a llevant.

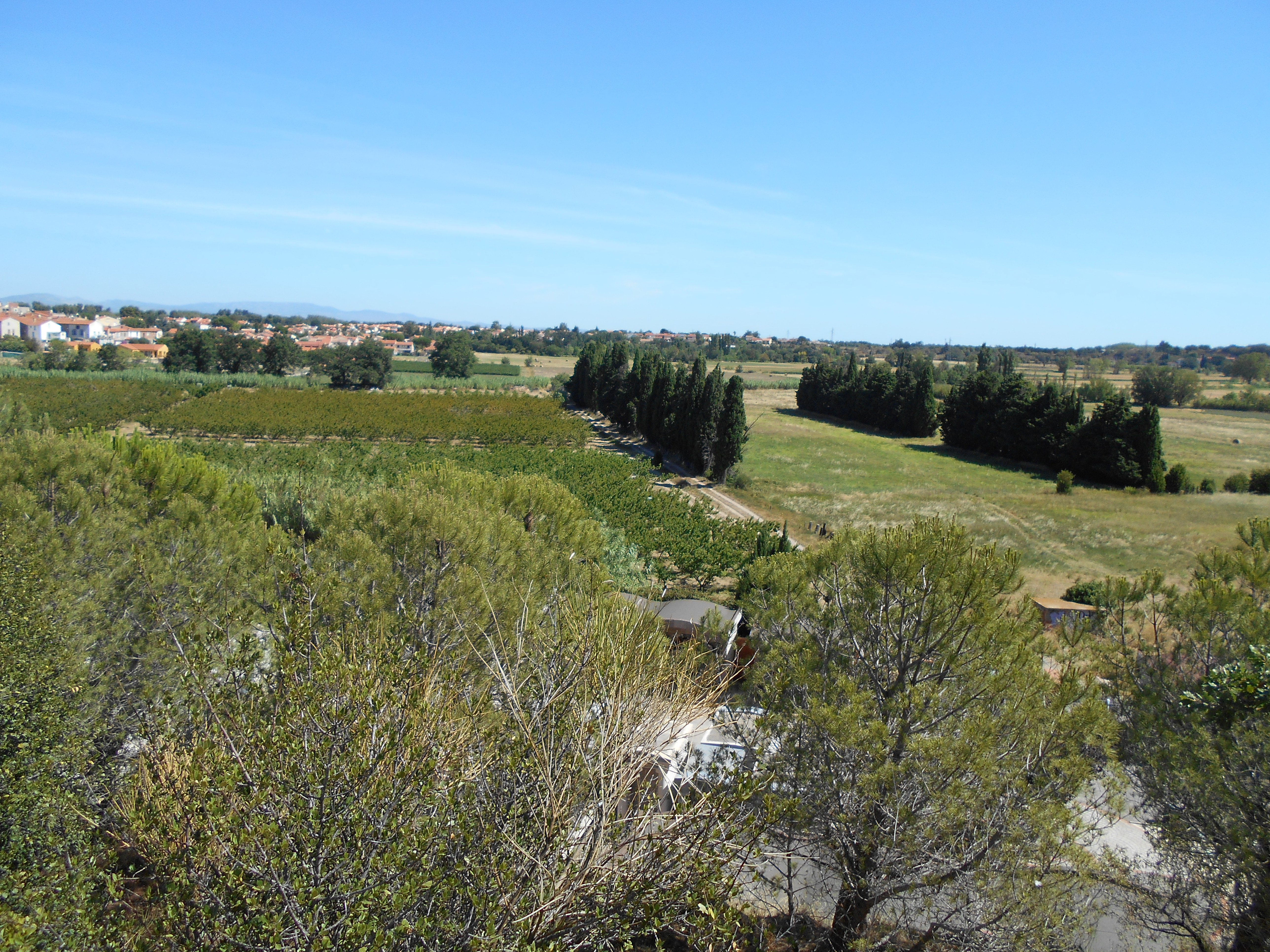
L'antic estany de Cànoes

És un territori essencialment pla, però amb dos nivells diferenciats: el nord, fins al poble mateix, és la terrassa al·luvial de la Tet, on hi ha el conreu de regadiu. D'altra banda, al sud del poble, en una elevació lleugerament superior, es troben terrenys del Pliocè, aptes per al conreu de la vinya, amb alguns lleugers turons cap al sud-oest. Hi havia entre els dos nivells l'Estany de Cànoes, amb prats i zones d'arbres a les vores, actualment totalment destinat al conreu extensiu. Per al drenatge d'aquest espai, deprimit respecte de les terres que l'envolten, existeix una foradada al Mas de les Coves que mena l'aigua cap al nivell inferior, cap al Mas Gafard i Can Canell.
Els límits del terme comunal de Cànoes són en bona part arbitraris, marcats per les antigues possessions. Ara bé, an alguns trams són sobretot obres humanes les que marquen el termenal. És el cas del nord, on l'autovia D612a sepera els termes de Cànoes i de Toluges. Al nord-est, al nord del Mas Gafard, és un tram del Camí de les Carletes qui marca la separació amb Perpinyà, i, més al sud-est, un tram del Rec de Perpinyà fa aquesta funció. A prop i al sud del rec esmentat és un tram del Camí del Mas Passamà la que separa Cànoes de Perpinyà i, el tros final, de Pollestres. Tot seguit és el camí de Pollestres a Toluges qui fa aquesta funció. Enmig hi ha trams on el termenal passa pels límits de possessions agrícoles. A l'extrem sud-est del terme, la carretera D39 separa Cànoes de Pontellà un tram llarg, mentre que la resta del termenal és del tot arbitrària, fins que, acostant-se a l'angles sud-oest del terme, és l'Agulla del Rentador la que separa, durant un tram, Cànoes de Pollestres, encara. Més a ponent, un altre tram d'aquest termenal està definit per una carretera local que surt de Cànoes cap al sud-oest. A l'angle sud-oest, i en direcció nord-oest, són diversos camins rurals de les zones de les Manreses i el Mas de Vezians. Just a tocar d'aquest mas, el Rec de Perpinyà torna a fer de ternenal, ara cap a l'oest i nord-oest, fins que abandona aquest paper quan el rec fa una girada de noranta graus cap al sud-oest; aleshores el termenal, ara entre Cànoes i Tuïr, passa entre camps de conreu cap al nord-oest fins que arriba a l'autovia D612a, és l'angle nord-oest de la comuna de Cànoes, on comença el termenal amb Toluges. Aquest termenal és quasi sempre l'autovia esmentada, llevat d'un tram a mig recorregut, on se'n desvia cap al sud, tram en què esdevé arbitrari.
Termes municipals limítrofs:
|      | Toluges          | Perpinyà   |
| Tuïr |                  | Pollestres |
|      | Pontellà i Nyils |            |

### El poble de Cànoes

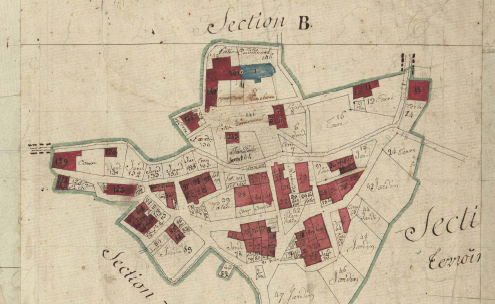
Cànoes en el Cadastre napoleònic del 1812 (Arxius Departamentals dels Pirineus Orientals)

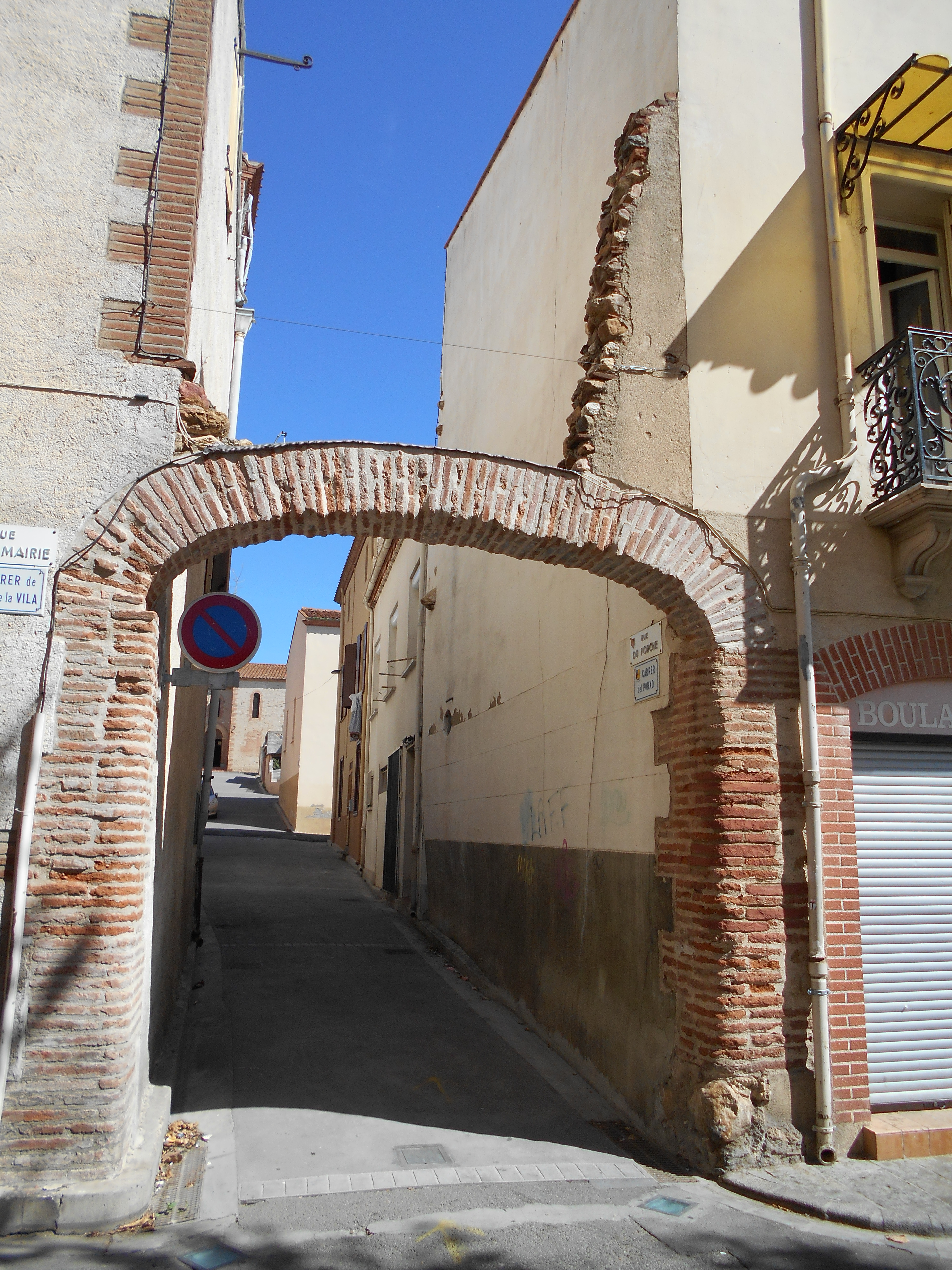
Antiga porta d'accés a la cellera de Cànoes

El nucli primigeni de Cànoes és una cellera formada al voltant de l'església que encara marca el seu traçat en l'urbanisme de la població antiga. Aquesta cellera és a 67 m alt, en un lleuger turó a la dreta del Rec de Perpinyà. A la part nord del nucli vell es troba l'església parroquial de Sant Quirc i Santa Julita, o de Sant Quirze i Santa Julita.

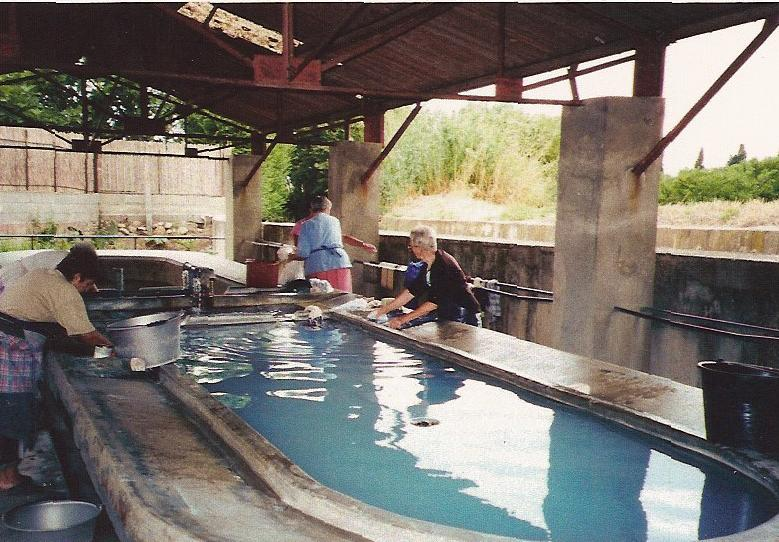
Safareig de Cànoes

El creixement de Cànoes començà per la formació d'alguns barris dins del nucli vell, com el Cim de l'Església, la Mata del Bric, la Portalada, la Teuleria (o les Teuleries, o la Teuleria de l'Azemà), el Vilatge Vell i Xo'l Teuler, o la Teuleria. En una segona fase de creixement es crearen els barris del Camp, o el Prat, de la Font, l'Empedrat, l'Era, el Noguer (abans, els Noguers), la Palanqueta, abans Camp de la Palanqueta, el Prat del Mas, el Pontet, la Solana i les Trinyagues. Dins del nucli vell hi havia hagut el Cementiri Vell, actualment Plaça de l'Església, i, a prop, un segon Cementiri Vell, o Cementiri de la Teuleria, o de Xo'n Deprada, actualment del tot desaparegut. En l'actualitat, Cànoes ha esdevingut una de les ciutats dormitori de Perpinyà, i el seu nucli urbà ha sofert una notable extensió sobretot a través de noves urbanitzacions, com la Solana, Mas Gafard, les Trois Ormes, les Clotes, el Codró i la Masseguera.

### Els masos del terme
A causa de l'abundor de conreus extensius, en el terme de Cànoes no hi ha un gran nombre de masos i construccions aïllades. S'hi poden comptar la Casa d'en Surjus, les Casetes de Ballaró, tres construccions denominades totes tres Casot, a més del Casot del Brac, el Casot d'en Cisco o d'en Narigo, el Mas de les Coves, el Mas d'en Cebes, o des Tilleuls, abans Mas Crozat, el Mas d'en Gafard, abans Mas Barrau, el Mas d'en Vesian, abans d'Auberjon, el Mas Porrà, o Xo'n Porrà, el Mas Santa Llúcia, o Mas del Molí, abans Mas d'en Vallarino, i el Mas Santa Teresa, el Molí, abans Molí de Cànoes.
Com a construccions aïllades en els entorns del poble cal comptar també amb la Cava Cooperativa, el Cementiri Nou, la Deixalleria, la Gara i la Redubta, ara desapareguda.

### Els cursos d'aigua
A Cànoes es troben nombrosos cursos d'aigua de caràcter artificial, fets amb el pas del temps amb finalitat de drenatge i d'irrigació. Així, entre els de drenatge es poden esmentar l'Agulla de la Prada, l'Agulla Cabdal de l'Eixau, o Agulla Cabdal de l'Eixau de Toluges, l'Agulla de la Canal, o el Còrrec, o Còrrec de les Fontetes, l'Agulla del Camí de Nyils, l'Agulla de l'Estanyol, l'Agulla del Rentador, o Còrrec dels Romanins, la Corregada, l'Eixau o Descàrrega de Malloles, el Ganganell i el Túnel, o Canal, de les Coves. Entre els d'irrigació, l'Agulla de la Colomina, l'Agulla de la Colomina de Quatorze, l'Agulla del Camp de l'Ullal, o de Vesian, l'Agulla de les Coves, o de Pedra Dreta, l'Agulla de l'Ull de Ballaró, l'Agulla de Malloles, la Botada de Margoet (nom antic), o Ull de Margoet, la Botada de Vesian (també nom antic), el Rec de les Canals, o de Perpinyà, el Trenc de les Coves (nom antic), l'Ull de Balaguer (també nom antic), l'Ull de Ballaró, o de Pellicer, l'Ull de Boluix, l'Ull de Boquet, o d'en Serra (dos altres noms antics), l'Ull de Bosquet, l'Ull de Cànoes, abans Trens de Vesian, l'Ull de Cànoes, o de l'Agulla de Villerac, l'Ull de Cànoes Margoet (altre nom antic), l'Ull de Coma-serra, o del Mas Bresson, l'Ull de la Colomina, l'Ull de les Carretes, l'Ull de les Coves, l'Ull de l'Hortal, l'Ull del Molí de Cànoes, l'Ull del Molí d'en Serra (altre nom antic), l'Ull del Pontet, l'Ull de Madama, o de Villerac, o Trenc de n'Oms (també nom antic), l'Ull de Malloles, abans de les Carletes, l'Ull d'en Barrau, l'Ull d'en Gallina, abans del Cortal de Fonts, l'Ull d'en Guixó, l'Ull d'en Niçó, abans d'en Mestres o d'Oms, l'Ull d'en Pere Feliu, l'Ull d'en Ramon, l'Ull d'en Riera, l'Ull d'en Xabres, abans de Toluges, l'Ull de Palmarola, abans de les Terres de Toluges, l'Ull de Ponç d'Oceja (nom antic), l'Ull d'Estrada, l'Ull de Vesian, o del Camp de l'Ulllal, o d'Auberjon, l'Ull de Xaupi (nom antic), l'Ull d'Olivadó, l'Ull d'Oms de Toluges (nom antic), els Ulls d'en Passamà, abans d'en Serra. L'Agulla de Villerac i l'Eixau o Descàrrega del Pas de les Bogues (nom antic) fan les dues funcions, drenatge i irrigació.
Davallant de la plataforma superior del terme hi ha alguns còrrecs: el Còrrec de Cànoes (nom antic, ja en desús), el Còrrec d'en Gallí i els Còrrec dels Romanins, abans d'en Romaní.
Tot i que ara són tots dessecats, en el terme de Cànoes hi havia l'Estany de Cànoes, l'Estanyol i l'Estanyol del Bric. També alguns gorgs que cal esmentar: el Gorg de les Dones, o de les Minyones, el Gorg dels Cavalls i el Gorg dels Minyons, l'antic viver del Pesquer d'en Cebes.
Són també presents a Cànoes algunes fonts destacades: la Font (un pou artesià), la Font de Cànoes, les desaparegudes Font de la Plaça i Font del Boc, la Font del Mas del Molí, o d'en Vallarino (també pou artesià), la Font dels Cans i la Fonteta. El desaparegut Rentador completaria aquesta relació.
Diversos ponts antics permetien el pas dels camins damunt d'aquests cursos d'aigua: el Pont del Rec, abans Pas de les Carretes, el Pont de Postes, el Pont Roig, a més de dos dels quals es conserva el nom antic: el Pont de Cànoes i el Pont del Molí de Cànoes.

### El relleu
En un terme tan pla com el de Cànoes, pocs topònims fan referència al relleu. Entre aquests hi ha Queraig, o Serrat de Queraig, i el Serrat de la Lloca, abans d'en Serra.

### El terme comunal
Tot i que molts topònims ja són antics i, per tant, desconeguts per a les generacions més joves de Cànoes, es conserva un cert nombre de llocs de partides o indrets específics del terme. Així, trobem les Amoreres, o les Moreres, el Bosc, o Camp del Bosc, la Cadira, el Camí de les Canals, el Camí Fondo, el Camp, o Prat, de la Font, el Camp de la Pabordia, o de la Paborda, el Camp del Mig, el Camp del Roure, el Camp de l'Ullal, la Canal, la Canyoca, les Carletes, la Carolina, o la Carola, els Cirerers, el Clementó, les Clotes, el Codró, o Quadró, la Collaresa, la Colomina, la Colomina de la Font, la Colomina de l'All, la Colomina del Pars, abans el Molí, la Colomina de, o d'en, Quaranta, la Colomina de Quatorze, la Colomina de Setze, el Còrrec, abans Còrrec d'en Romaní, el Còrrec d'en Gallí, la Corregada, la Cova, la Cova Vella (túnel), les Coves, les Coves Velles, la Crusada, els Estanyols, o els Estanyots, la Font de Cànoes, la Font del Bosc, el Garrigot, l'Horta, o Horta del Molí, l'Hortet, la Llapinera, Llucià, el Mallol de l'Oliu, el Mallol dels Capellans, Manreses, Mas de les Coves, Mas d'en Cebes, abans Camp del Bosc, Mas d'en Gafard, Mas d'en Serra, Mas d'en Vallarino, o Santa Llúcia, Mas de Vesian, Mas Santa Teresa, la Masseguera, Miquelet, les Palaves, les Passeres Roges, la Prada, abans les Prades (antic Estany de Cànoes), el Prat del Mas, el Prat dels Bous, els Polls, abans Camp del Poll, la Prica, els Pous, la Puja, les Quatre Aiminades, el Rec de les Canals, el Regatiu, la Riba d'en Garró, la Riba Petita, o la Ribereta, el Ribàs, els Romanins, la Roureda, Santa Llúcia, la Sanya, el Sorral, o Sorral de Cànoes, el Sorralet, Sota les Cases, el Terreny, o Terreny de Rugbi, el Terreny dels PTT (tots dos estadis esportius), el Testó, el Torn de Bou, les Travesses, les Tres Aiminades, les Trinyagues, l'Ullastre, o l'Oliu, abans Camp de l'Oliu, Villerac, la Vinya del Muscat de la Font del Boc, la Vinya del Porc, la Vinya d'en Pau, el Vinyer, o Mas, d'en Riera, les Vinyes i Xo'n Guixó, abans Vinyer d'en Guixó.
Entre els noms antics, en desús, hi ha els Alous de Sant Quirc, Baltazar, la Blanquetière, la Borda, el Camp de la Font (diferent de l'esmentat suara), el Camp de la Palanqueta, el Camp del Bosc, el Camp del Bosquet, el Camp de les Bogues, abans la Colomina de l'Era, el Camp de l'Era, el Camp de les Cols, el Camp de l'Hort, el Camp del Poll, el Camp d'en Morera, el Camp d'en Patis, el Camp Llarg de les Coves, Carinyana, les Cases, les Cases Velles, el Cau de les Guilles, els Closals, la Colomina del Mas Estrada, la Colomina del Molí Bertrana, el Còrrec de la Barretinaire, les Coves (diferent de l'anterior), el Crosat, abans la Colomina d'en Crosat, el Cucut, Estany Llató, el Mallol de la Figuera, el Mallol Llarg, Mutra, l'Olivet, les Olles, la Pedra Dreta, el Perelloner, les Pintes, la Pola, el Pradàs, el Prat de la Font, el Prat del Mas Parador, el Prat de la Userda, abans Camp del Bosc, el Prat d'en Gras, la Pubilla, el Quadró de Quaranta, el Quadró de Setze, el Sorral del Passamà, Sus el Jardí, la Venècia, la Vinya d'en Bera, la Vinyassa i el Vinyer d'en Guixó.

#### El Cadastre napoleònic
En el Cadastre napoleònic del 1812, Cànoes apareix descrit en sis sectors diferents. En primer lloc, el sector A, denominat Villerac, és situat a l'extrem oest de la comuna, i està format pel Mas Vesian, el Molí de Cànoes, amb algunes dependències del molí homònim. El B, que duu el nom del Pas de les Caselles, conté el Molí de Cànoes (pròpiament l'edifici principal del molí) i el Mas Crusat. El C, de les Coves, conté el Mas Barrau, el Mas de Mestres i el Mas les Coves. El D, dit de les Coves Velles, no conté cap mas ni cap altra edificació, i l'E, dit de Crax, conté un cortal i una granja. Finalment, l'F, el del Poble, és únicament el mateix poble de Cànoes. Els mapes no contenen els noms de les partides.

## Transports i comunicacions

### Carreteres
Travessen el terme de Cànoes diverses carreteres. L'autopista A - 9/E - 15, anomenada la Catalana, no trepitja el terme de Cànoes, però hi passa ben a ran, a llevant del terme, i hi té enllaç a través de la carretera N - 612a.
Pel límit nord del terme comunal, entre Cànoes i Toluges bona part del termenal entre aquestes dues comunes, discorre la carretera, en forma d'autovia, de la N - 612a (D - 612, a Tuïr - D - 900/A - 9, a Perpinyà). És una de les carreteres d'accés a Perpinyà des de l'oest. Paral·lela a ella, quasi tot el seu traçat ran de Cànoes, es troba el traçat antic de la mateixa carretera, ara anomenada N - 612b.
Travessant el terme de Cànoes hi ha la carretera D - 23 (D - 39, a Cànoes - Forques), que enllaça Cànoes, cap al sud, amb Pontellà, Trullàs i Forques. Des de Cànoes, en 3,7 quilòmetres hom arriba a Pontellà, en 5,9 a Trullàs, i en 10,3 a Forques.
També hi passa la carretera D - 39 (D - 1, a Pesillà de la Ribera - Alenyà), que uneix les poblacions de Vilanova de la Ribera, el Soler, Toluges, Cànoes, Pollestres, Vilanova de Raó, Tesà i Alenyà. Cap al nord-oest, Cànoes dista 2,5 quilòmetres de Toluges, 7 del Soler i 8,5 de Pesillà de la Ribera. Cap al sud-est, 3,8 de Pollestres, 9,6 de Vilanova de Raó, 15,1 de Tesà i 17 d'Alenyà.
Una altra carretera que passa per Cànoes és la D - 39a (Cànoes - Nyils), que en dos quilòmetres i mig uneix aquests dos pobles.

### Ferrocarril
Actualment, Cànoes no disposa d'estació de ferrocarril, però travessa el sector oest del terme el traçat de la línia del TGV. Antigament travessava el terme de ponent a llevant la línia de ferrocarril de Tuïr a Perpinyà, popularment anomenada el Mataburros. Actualment és un traçat turístic per a bicicletes o a peu.

### Transport col·lectiu públic
Per Cànoes passen les línies 15, de Torrelles Platja a Cànoes, i 34, de Torremilà a Cànoes, de la Compagnie de Transports Perpignan Méditérranée. Per la línia 15, Cànoes és a una hora i mitja de Torrelles Platja, a una hora i quart de Torrelles de la Salanca, a 55 minuts de Bonpàs, a mitja hora de Perpinyà i a 10 minuts de Toluges. Ofereix 25 serveis diaris en cada sentit de dilluns a divendres, 22 el dissabte i durant les vacances escolars, i 5 el diumenge.
La línia 34 uneix la ZAE de Torremilà amb Toluges i Cànoes, amb dos serveis diaris de Torremilà cap a Cànoes, i tres a la inversa. No té servei el diumenge ni els dies de festa. Cànoes és, per aquesta línia, a 41 minuts de Torremilà, a 20 de Perpinyà i a 7 de Toluges.

### Els camins del terme
Alguns dels camins del terme de Cànoes són interns del seu terme: el Camí de Manreses, el dels Romanins, el de la Riba Petita, o la Ribereta, el de les Canals, el de les Clotes, el de les Moreres, o del Mas d'en Gafard a les Coves, el de les Passeres Roges, el del Mas (dos amb el mateix nom), el del Mas Crosat al Molí (desaparegut), el del Mas d'en Gafard a les Coves (diferent de l'anterior), el del Mas d'en Riera, el del Mas d'en Vesian, el del Molí, el de Xo'n Porrà, el Camí Fondo,. D'altres serveixen per a comunicar-se amb els pobles dels entorns: el Camí de Coma-serra a Pollestres, el de Llupià, o de Terrats, o de la Muntanya, el de Nyils, el de Perpinyà a Nyils, el de Pontellà al Molí, un altre del mateix nom també anomenat Camí de l'Oli, el de Toluges a Pollestres, el Camí Vell de Tuïr, la Ruta de Perpinyà, la Ruta de Pollestres, la Ruta de Pontellà i la Ruta de Tuïr. Esment a part mereixen el Mataburros o Camí de Ferro de Tuïr, antic ferrocarril, el Sender, o Camí del Còrrec d'en Gallí, i el TGV.

## Activitats econòmiques
El principal conreu del terme de Cànoes és la vinya, majoritàriament per a vins de qualitat superior, de denominació d'origen controlada. Els arbres fruiters hi tenen força importància, amb albercoquers i presseguers, sobretot, així com les hortalisses: escaroles, enciams i tomàquets, principalment. Hi ha zones farratgeres, amb una cabanya ramadera de més de 700 caps d'ovelles i una cinquantena de cabres.
La principal activitat industrial prové del mateix conreu de la vinya, amb una important Cooperativa Vinícola.

## Història

### Edat Antiga
En el subsòl de l'església parroquial de Sant Quirc i Santa Julita hi ha les restes d'una vil·la romana, trobades en el decurs de la prospecció feta els primers anys del segle xxi.

### Edat mitjana
Cànoes és documentat des de l'any 843 (Kanoas), i torna a aparèixer el 951 (Canohas), el 968 (Kanovas) i el 1036 (Kanous). Aquest territori fou donat per Carles el Calb el 843 al seu fidel Sunifred, comte d'Urgell (després marquès de Gòtia), pare de Guifré I el Pelós. Tot i que l'abadia de la Grassa hi tenia possessions, la senyoria del lloc i de l'església de Sant Quirc requeia en el comte de Rosselló. Tanmateix, el darrer terç del segle x el germà del bisbe d'Elna Sunyer, Hug I d'Empúries, tots dos fills de Gausfred I, comte de Rosselló, retingué aquesta possessió fins al 1036, moment en què va ser cedida definitivament a la Grassa. Tanmateix, els vescomtes de Tatzó encara hi retenien possessions, que no cediren a la Grassa fins al 1102. D'aleshores fins a la fi de l'Antic Règim, Cànoes fou possessió de la Grassa. Foren els monjos de la Grassa els qui dessecaren l'estany, al segle xiv, per raons de salubritat, a més de construir la foradada per al seu drenatge.

## Demografia

### Demografia antiga
La població està expressada en nombre de focs (f) o d'habitants (h)
| 46 f | 37 f | 2 f | 2 f | 1 f | 39 f | 30 f | 31 f | 139 h | 31 f | 42 f | 72 h |

Font: Pélissier 1986

### Demografia contemporània
| Evolució de la població |      |      |      |      |      |      |      |      |
| 1793                    | 1800 | 1806 | 1821 | 1831 | 1836 | 1841 | 1846 | 1851 |
| 145                     | 175  | 196  | 314  | 310  | 345  | 373  | 440  | 450  |

| 1856 | 1861 | 1866 | 1872 | 1876 | 1881 | 1886 | 1891 | 1896 |
| ---- | ---- | ---- | ---- | ---- | ---- | ---- | ---- | ---- |
| 485  | 505  | 556  | 630  | 757  | 926  | 926  | 941  | 938  |

| 1901  | 1906  | 1911  | 1921  | 1926  | 1931  | 1936  | 1946  | 1954  |
| ----- | ----- | ----- | ----- | ----- | ----- | ----- | ----- | ----- |
| 1.016 | 1.020 | 1.116 | 1.063 | 1.013 | 1.110 | 1.066 | 1.009 | 1.050 |

| 1962  | 1968  | 1975  | 1982  | 1990  | 1999  | 2007  | 2008  | 2012  |
| ----- | ----- | ----- | ----- | ----- | ----- | ----- | ----- | ----- |
| 1.210 | 1.512 | 2.131 | 2.908 | 3.568 | 4.349 | 4.831 | 4.849 | 4.875 |

| 2013  |
| ----- |
| 4.914 |

Fonts: Ldh/EHESS/Cassini fins al 1999, després INSEE a partir deL 2004

### Evolució de la població

Població 1962-2008

## Administració i política

### Batlles[9]
| Període                       | Nom                | Opció política                                                         | Comentaris |
| ----------------------------- | ------------------ | ---------------------------------------------------------------------- | ---------- |
| 1904 - 1912                   | Boniface Escudier  | Secció francesa de la Internacional obrera                             |            |
| -                             |                    |                                                                        |            |
| 1944 - 1959                   | Louis Doutres      | Secció francesa de la Internacional obrera                             | Pagès      |
| 1959 - 1977                   | Ferdinand Pouquet  | Secció francesa de la Internacional obrera - Partit Socialista francès | Pagès      |
| 1977 - Març del 2008          | Romain Escudier    |                                                                        |            |
| Març del 2008 - Moment actual | Jean-Louis Chambon | Partit Socialista francès                                              | Jubilat    |

### Legislatura 2014 - 2020

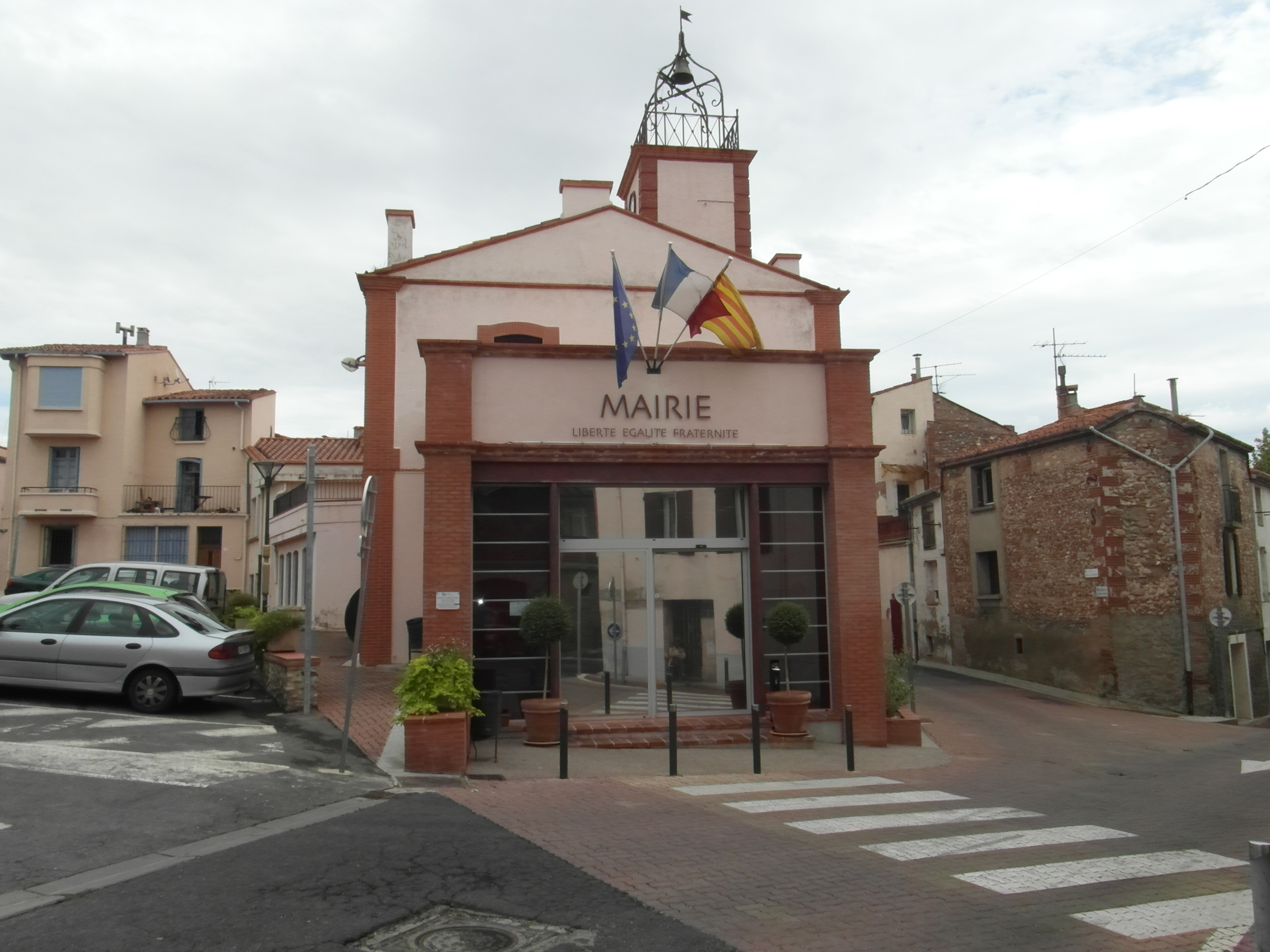
La Casa del Comú tradicional de Cànoes

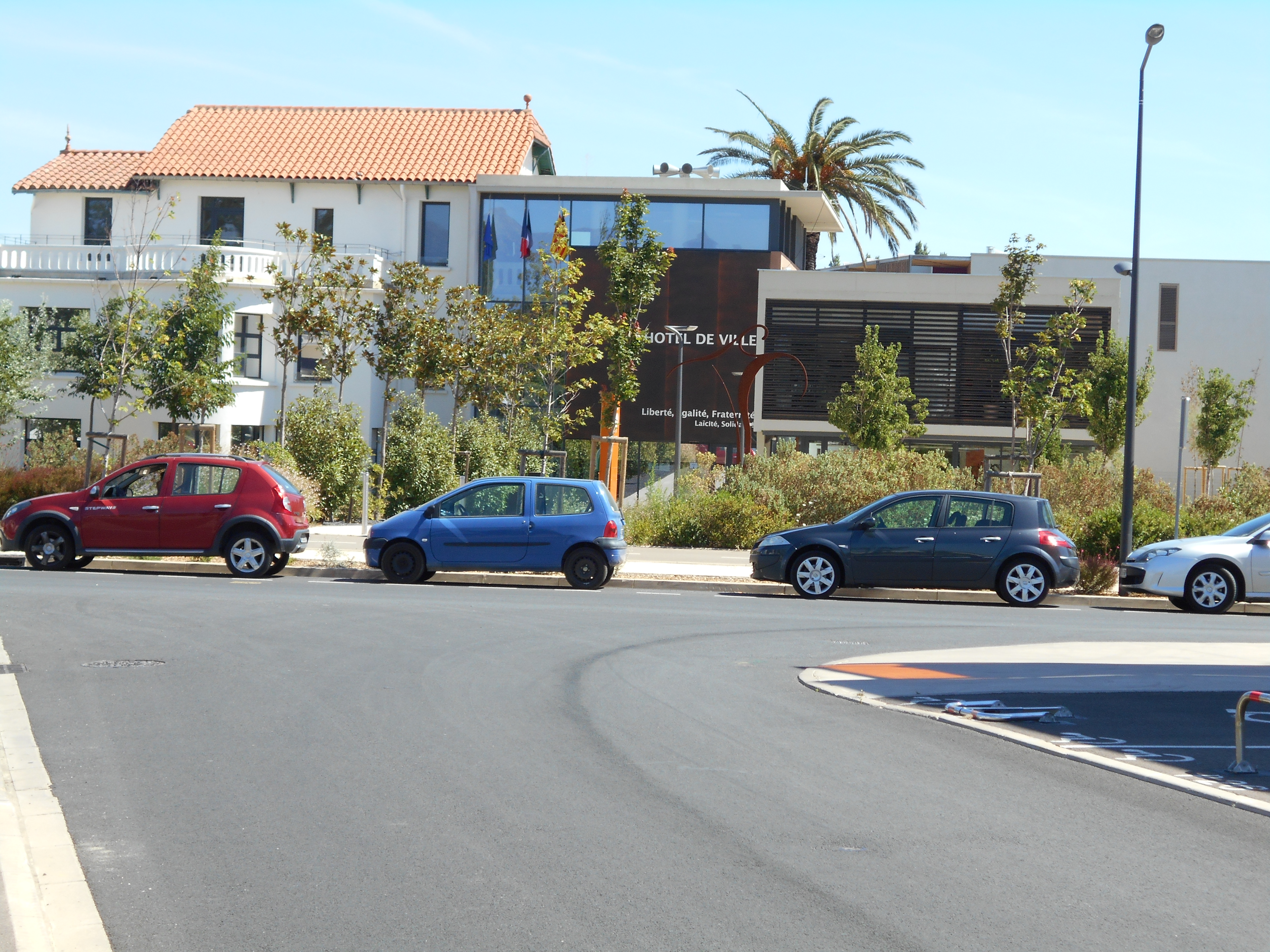
Moderna Casa del Comú de Cànoes

#### Batlle
- Jean-Louis Chambon, Conseller departamental i comunitari.

#### Adjunts al batlle[10]
- 1r: Antoine Soler, Conseller municipal encarregat d'Obres
- 2a: Jeanine Casas, Consellera municipal encarregada de Finances
- 3a: Marie-Louise Alenda. Consellera municipal encarregada dels Afers socials, escolars i Infància
- 4t: Christian Coll. Conseller municipal encarregat d'Urbanisme i de Noves tecnologies
- 5a: Laurence Bermond. Consellera municipal encarregada de les Associacions
- 6è: Giles Trilles. Conseller municipal encarregat d'Economia i del PAEN
- 7è: Francis Quinta. Conseller municipal encarregat de Patrimoni, Animació i Comunicació
- 8è: Denis Fourcade. Conseller municipal encarregat de Democràcia participativa, Seguretat i Esdeveniments.

#### Consellers municipals
- Martine Medinilla. Consellera municipal delegada d'Esdeveniments
- Florence Escuder. Consellera municipal
- Jean-Louis Vernet. Conseller municipal delegat d'Aigües
- N Gonzales Alvarez. Consellera municipal
- Vincent Copin. Conseller municipal
- Catherine Genestier. Consellera municipal
- Jean-Claude Godard. Conseller municipal
- Elodie Ouradou. Consellera municipal
- Alain Langlais. Conseller municipal
- Hélène Lompech. Consellera municipal
- Didier Herrera. Conseller municipal
- Florence Demalet. Consellera municipal
- Alain Trouche. Conseller municipal a l'oposició
- Thierry Justafre. Conseller municipal a l'oposició
- Laurence Bosc. Consellera municipal a l'oposició
- Jean-Louis Franco. Conseller municipal a l'oposició
- Vincent Legroux. Conseller municipal a l'oposició
- Martine Climaco. Consellera municipal a l'oposició.

### Adscripció cantonal

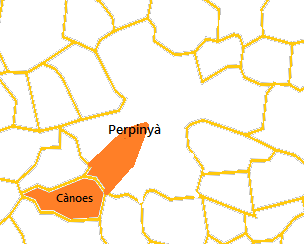
Cantó de Perpinyà 5

A les eleccions cantonals del 2015 Cànoes ha estat inclòs en el cantó número 10, denominat Perpinyà 5, amb capitalitat a Perpinyà, que abraça tot el sector oest i sud-oest de la capital rossellonesa. Hi han estat escollits com a consellers departamentals Toussainte Calabrèse, del Partit Socialista, Vicepresident del Consell departamental i consellera municipal de Perpinyà, i Jean-Louis Chambon, igualment del Partit Socialista, batlle de Cànoes.

## Cultura i patrimoni

### Llocs d'interès
- Església parroquial de Sant Quirc i Santa Julita
- Monument funerari d'Auguste Estrade Delcros

### Persones il·lustres
- Auguste Estrade Delcros (1816-1892), propietari rural i inventor. Dotà els premis de l'Institut de França que porten el seu nom i que es concedeixen des del 1896 i fins a l'actualitat (2010).
- Julien Panchot (1901-1944), membre de la Resistència francesa mort després de la massacre de Vallmanya
- Richard Milian (1960), torero

### Educació
Cànoes compta amb una escola maternal, anomenada Pauline Roland, i una d'elemental, amb annex, de nom Julien Panchot. A Toluges, a pocs quilòmetres, hi ha un col·legi de secundària, amb el nom de François Mitterrand. També n'hi ha un al Soler i diversos a Perpinyà. Pel que fa als estudis de batxillerat, els canoencs assisteixen als liceus de Perpinyà. Complementa l'oferta la llar d'infants anomenada la Maison de la Petite Enfance.